# Taishi (Osaka)
Taishi (太子町, Taishi-chō) és una vila i municipi de la prefectura d'Osaka, a la regió de Kansai, Japó. El municipi de Taishi forma del districte de Minamikawachi.

## Geografia
La vila de Taishi es troba al districte de Minamikawachi i, de manera no oficial, a la regió prefectural del mateix nom. Geogràficament, Taishi es troba al sud-est de la prefectura d'Osaka, limitant a l'est amb la prefectura de Nara, al sud amb la vila de Kanan, al mateix districte, al nord amb Habikino i a l'oest amb la ciutat de Tondabayashi.

## Història
Fins a l'era Meiji l'àrea on actualment es troba el municipi de Taishi es trobava a l'antiga província de Kawachi.

## Transport
Al municipi de Taishi no hi ha cap estació de tren tot i que la línia Minami Osaka (Osaka sud) de la Kintetsu passa pel terme.

### Carreteres
- Nacional 166